# Kulturloge
Kulturloge ist die Bezeichnung für ein Konzept lokaler gemeinnütziger Hilfsorganisationen, die Karten zu kulturellen Veranstaltungen an Bedürftige weitergeben. Lokale Kulturlogen-Vereine ermöglichen den Menschen, insbesondere den Familien mit Kindern die Teilhabe am kulturellen und gesellschaftlichen Leben. Seit 2010 sind die Kulturlogen aktiv und handeln nach den Grundsätzen „behutsam-würdevoll-nachhaltig“. Kulturlogen sind in Deutschland im „Bundesverband Deutsche Kulturloge e.V.“ organisiert und in Städten oder Regionen aktiv. Sie heißen deshalb zum Beispiel Kulturloge Wuppertal, Kulturloge Dachau, Kulturloge Mittelweser oder Kulturloge Mittlere Nahe.
Der Bundesverband unterstützt bei Neugründung lokaler Vereine und stellt ihnen den Namen Kulturloge, die Logo-Grafiken, Druckvorlagen und die Datenbank zur Vermittlung von Karten kostenlos zur Verfügung. Der Begriff „KULTURLOGE“ ist als Wortmarke rechtlich geschützt.

## Geschichte
Bundesweit können Städte und Landkreise auf ein reichhaltiges kulturelles Angebot verweisen. Seit 2010 sorgen u. a. die Kulturlogen dafür, dass auch Menschen mit geringem Einkommen diese Veranstaltungen besuchen können. Bereits im Jahr 2007 hatte die Marburger Tafel Eintrittskarten zu kulturellen Veranstaltungen an ihre Tafelkunden verteilt. Die Redaktion der Oberhessischen Presse (OP) berichtete unter der Schlagzeile „Marburger Tafel ermöglicht Kunden auch Teilnahme am sozialen Leben“: Der Artikel gab den Anstoß zu einem regen Austausch, der dazu führte, dass die Tageszeitung (OP) mit der damaligen Ländervertreterin der Hessischen Tafeln das Projekt Kulturloge im Jahre 2009 auf den Weg brachten. Am 9. Februar 2010 wurde die Kulturloge in Marburg gegründet – der Name KULTURLOGE wurde von Astrid Wetzel geprägt. Hilde Rektorschek, die das Konzept und die Grundsätze erarbeitete, wurde zur Vorsitzenden gewählt und ist somit die Gründerin der ersten bundesweiten Kulturloge. Gemeinsam mit vielen Ehrenamtlichen brachte sie die Kulturloge-Marburg e.V. auf einen guten Weg. Die Frankfurter Rundschau schrieb am 15. Mai 2011: „Die Idee entstand an der Marburger Tafel“.
Die Finanzierung der Kulturlogen-Arbeit läuft in der Regel über Beiträge von Mitgliedern, Sponsoren und Spendern. Als privat organisierte Initiative erhalten die Kulturlogen keine Zuwendungen von Bund oder Ländern, mitunter jedoch von Kommunen. Von der Steuerverwaltung wird es aus Billigkeitsgründen nicht beanstandet, wenn bei der unentgeltlichen Abgabe von nicht verkauften Eintrittskarten für Kulturveranstaltungen aus mildtätigen Zwecken von einer Umsatzbesteuerung abgesehen wird. Voraussetzung hierfür ist, dass eine Zuwendungsbestätigung für Spendenzwecke nicht ausgestellt wird.

## Konzept
Im Theater, Kino, Sport oder bei Konzerten bleiben oft zahlreiche Plätze leer. Diese nicht verkauften Karten stellen Veranstalter den Kulturlogen kostenlos zur Verfügung. Dabei handelt es sich in der Regel um Karten-Freistellungen, weil die Veranstalter und Künstler selber möchten, dass auch Menschen mit wenig Geld in den Genuss ihrer künstlerischen Darbietungen kommen.
In einem persönlichen Telefongespräch vermitteln ehrenamtliche Helfer diese Karten kostenlos an Menschen mit geringem Einkommen, die sich über Sozial-Institutionen anmelden. Eine wertschätzende Art der Kommunikation stellt weniger wohlhabenden Menschen, die sogenannten „Kulturgäste“, mit ihren Interessen in den Mittelpunkt. Die Kulturgäste werden eingeladen. Wenn sie Lust und Zeit haben, werden immer auch 2 Karten auf den Namen der Gäste an der Abendkasse hinterlegt. Familien erhalten mehrere Karten, um gemeinsam Kultur zu erleben.

### Kultur für Alle
Viele ältere Menschen, junge Familien und Alleinerziehende interessieren sich für die kulturelle Bildung ihrer Kinder und Enkel und können gemeinsam mit ihnen ausgehen. Inzwischen haben die Kinder der Kulturgäste die Möglichkeit, an Theaterpatenprojekten, Kunstkursen und Workshops teilzunehmen. Sie werden in die Kultur eingebunden. Denn wer in jungen Jahren nicht an Kultur herangeführt wird, findet mit hoher Wahrscheinlichkeit auch als Erwachsener keinen Zugang.
Kulturgäste sind selbstverständlich auch Menschen mit geistiger oder körperlicher Einschränkung. In sehr enger Zusammenarbeit mit deren Wohngruppen und Sozialpartnern werden die Besuche der Veranstaltungen organisiert. In ländlichen Bereichen werden Menschen, die nicht mehr mobil sind, mit den Kulturlogen verbunden.

### Sozialpartner
Das Anmelden als „Kulturgast“ ist mit Absicht nicht bei den Kulturlogen vorgesehen. Ganz bewusst setzen sich Sozialinstitutionen dafür ein, dass die Anmeldungen der Kulturgäste unbürokratisch, behutsam und respektvoll erfolgen. Sie übernehmen die Anmeldung, damit Menschen mit wenig Geld nicht als Bittsteller bei den Kulturlogen auftreten müssen. Über diese Anmeldung lernen auch interessierte Menschen, die nicht an Sozial-Institutionen angeschlossen waren, diese Institutionen kennen und nutzen dann auch deren Angebote. Über die Anmeldungen und auch über das Feedback der Kulturgäste sind die Institutionen im ständigen Dialog mit den Kulturlogen.

### Veranstalter
Die Kulturveranstalter kooperieren mit den Kulturlogen. Kartenkontingente werden frühzeitig zur Vermittlung an die Kulturgäste bereitgestellt und die Reservierungen an der Abendkasse auf den Namen des Kulturgastes ist eine Selbstverständlichkeit. Es ist eine klassische Win-Win-Situation für alle Beteiligten, die Kulturveranstalter füllen leere Plätze, Künstler müssen nicht vor halbleeren Häusern spielen und Kulturgäste kommen in den Genuss von Kunst und Kultur. Die Mitarbeiter der Veranstalter stehen ein für einfühlsames Einbinden der Menschen in die Kultur.

## Auszeichnungen
- Das Konzept der Kulturloge wurde 2010 ausgezeichnet vom Bündnis für Demokratie und Toleranz als bundesweit vorbildliches Projekt mit dem Preis „Aktiv für Demokratie und Toleranz 2010“.[6]
- Die Kulturloge Marburg ist Preisträger des Freiherr-vom-Stein-Preises 2011. (die Laudatio siehe unter[7])
- Aus 1066 Projekten wurde die Kulturloge beim Deutschen Engagementpreis 2011 Finalist.[8]
- Als eine von bundesweit 23 Organisationen erhielt die Kulturloge das Wirkt!-Siegel von der gemeinnützigen Phineo gAG im Themenfeld „Kinder in Armut“.[9]

## Organisationen
Im April 2012 gründete sich der Bundesverband Deutsche Kulturloge. Mitgliedskulturlogen handeln nach den Grundsätzen „behutsam, würdevoll und nachhaltig“. Gemeinsam mit den Sozialpartnern, den Veranstaltern, den Künstlern und den Ehrenamtlichen setzen sie sich für das Menschenrecht auf Kultur ein. Kulturlogen ermöglichen Menschen mit geringem Einkommen die Teilhabe am kulturellen und gesellschaftlichen Leben und leisten damit einen Beitrag für ein gesellschaftliches Miteinander. Der Sitz des Bundesverbandes ist in Marburg.
Entsprechend den Grundsätzen des Bundesverbandes sind die Einrichtungen der Kulturlogen überkonfessionell, stehen keiner Partei nahe, treten nicht in Konkurrenz zueinander und ermöglichen vielen Menschen mit geringem Einkommen die Teilhabe am gesellschaftlichen und kulturellen Leben.
In zweijährigem Turnus gibt es Bundeskulturlogentreffen als Mitgliederversammlung aller regionalen Kulturlogen-Vereine. Darüber hinaus können hier Erfahrungen ausgetauscht, prinzipielle Fragen diskutiert sowie Kontakte mit Sponsoren und Dienstleistern hergestellt werden.

## Trivia
Seit geraumer Zeit hat sich das Konzept der Kulturloge bundesweit zu einer erfolgreichen Kulturlogen-Bewegung entwickelt.
Ähnliche Initiativen nennen sich KulturPforte, KulturListe, KulturParkett, KulturDrehscheibe, KulturLeben, KulturWerk, KulturRaum, KulturTafel, KulturWunsch, Kulturticket, Kultür, Kukuk, dabei sein, Kostbar oder Kultur:Live. Sie arbeiten nach unterschiedlichen Konzepten: Z.B. Vorzeigen eines Ausweises an der Abendkasse. Wenn letztendlich noch Eintrittskarten übrig bleiben, muss zugezahlt werden. Kontrollen der Bedürftigkeit finden regelmäßig statt. Wer Karten nicht abholen kann, wird vom Verteiler gestrichen. Vermittlung von Karten geht nur über das Internet und per Mail, wer zuerst antwortet bekommt Karten.